# 新谷忠彦
新谷 忠彦（しんたに ただひこ、1946年10月 - ）は、日本の言語学者。石川県出身。東京外国語大学名誉教授。
専門はニューカレドニアおよび東南アジア諸言語の音韻論。

## 略歴
- 1970年 - 上智大学外国語学部フランス語学科卒業
- 1974年 - Ecole Pratique des Hautes Etudes（パリ高等研究院）(VI C Section)修了
- 1977年 - 東京外国語大学アジア・アフリカ言語文化研究所 助手
- 1987年 - 同 助教授
- 1995年 - 同 教授
- 2011年 - 東京外国語大学定年退職、名誉教授

## 研究業績
- 言語研究とシャン文化圏､そして鶏, 家禽資源研究会会報 4号 pp.25-29 家禽資源研究会・東京 2005.6.14

- Austroasiatic tone languages of the Tai Cultural Area─from a typological study to a general theory of their tonal development─ Cross-Linguistic Studies of Tonal Phenomena, Shigeki Kaji 編 pp.271-292 アジア･アフリカ言語文化研究所 2005.12.14

- Linguistic Survey of Phongxaly, Lao P.D.R. (共編著)東京外国語大学アジア・アフリカ言語文化研究所, 234, 2001

- シャン(Tay)語音韻論と文字法, (共著)東京外国語大学アジア・アフリカ言語文化研究所, 112, 2000

- 言語からみたミャオ・ヤオ, アジア遊学, No.9, 149--157, 1999

- Linguistic & Anthoropologocal Study on the Shan Culture Area (編著)東京外国語大学アジア・アフリカ言語文化研究所, 246, 1999

- Basic Vocabularis of the Languages Spoken in Phongxaly, Lao P.D.R. (共編著)東京外国語大学アジア・アフリカ言語文化研究所, 359, 1999

- 黄金の四角地帯-シャン文化圏の歴史・言語・民族, (編著)慶友社, 326, 1998

- Deux Textes en Langue de Gonen (Nouvelle--Caledonie) 『アジア・アフリカ言語文化研究』 46・47号, 362--374, 1994

| スタブアイコン | サブスタブ | この項目は、まだ閲覧者の調べものの参照としては役立たない、人物に関連した書きかけの項目です。この項目を加筆・訂正などしてくださる協力者を求めています（P:人物伝/PJ:人物伝）。 |